# Perlwachtel
Die Perlwachtel (Margaroperdix madagarensis) ist eine Art in der Familie der Fasanenartigen. Ihr Hauptverbreitungsgebiet ist Madagaskar.

## Erscheinungsbild
Die Perlwachtel erreicht eine Körperlänge von 24 bis 28 Zentimetern, wobei das Männchen in der Regel das Weibchen an Körpergröße übertrifft. Das Gewicht beider Geschlechter beträgt etwa 220 Gramm.
Beim ausgewachsenen Männchen sind Stirn und Kopfplatte dunkelbraun mit einzelnen schwarzen Flecken. In der Mitte des Oberkopfes verläuft eine dünne weiße Linie. Kinn und Kehle sind schwarz. Die Ohrflecken, die Hals- und Brustseiten sind grau. Die Brustmitte ist rotbraun. Die untere Brust und der Bauch sind schwarz mit auffallenden weißen Flecken auf jeder Feder. Die Flanken und der Rumpf sind rotbraun mit weißen Längsstreifen. Der Nacken und der Mantel sind dunkel rotbraun, die Oberschwanzdecken matt dunkelbraun. Das Weibchen trägt dagegen ein unauffälliges bräunliches Federkleid.

## Verbreitungsgebiet und Lebensraum
Die Perlwachtel kommt nur auf Madagaskar natürlich vor. Sie fehlt im äußersten Süden dieser Insel. Auf Réunion und Mauritius wurde sie eingeführt. Auf Réunion ist sie ein mittlerweile häufiger Vogel, während sie auf Mauritius selten ist. Ihr Lebensraum sind buschige und grasige Habitate. Dies reicht von trockenen Feldern bis zu Waldlichtungen. Die Höhenverbreitung reicht vom Meeresniveau bis auf Höhenlagen von 2.700 Metern.

## Lebensweise
Die Fortpflanzungsgewohnheiten der Perlwachtel sind bislang nicht hinreichend erforscht. Sie brütet auf dem Hochplateau von Madagaskar im Zeitraum März bis Juni. Das Nest ist eine einfache Bodenmulde, die unter Grasbüscheln oder Sträuchern versteckt ist. Bei in menschlicher Obhut gepflegten Wachteln beträgt die Gelegegröße acht bis 15 Eier. Die Brutzeit beträgt 18 bis 19 Tage. 

## Belege

### Einzelbelege
1. ↑  Madge et al., S. 233